# Федеріко Сайс
Федеріко Сайс (ісп. Federico Sáiz, 8 червня 1912, Мольєдо — 24 квітня 1989, Мольєдо) — іспанський футболіст, що грав на позиції півзахисника. У футбольних колах більше відомий як Феде (ісп. Fede). Учасник другого чемпіонату світу.

## Клубна кар'єра
У дорослому футболі дебютував 1930 року виступами за команду клубу «Алавес», в якій провів два сезони, взявши участь у 32 матчах чемпіонату.
1932 року перейшов до клубу «Севілья», за який відіграв 6 сезонів. У цей час його команда здобула путівку до Прімери і двічі перемагала в національному кубку. Завершив професійну кар'єру футболіста виступами за «Севілью» у 1941 році. Всього в елітній лізі іспанського футболу  провів 91 матч.

## Виступи за збірну
1934 року дебютував в офіційних матчах у складі національної збірної Іспанії. Протягом кар'єри у національній команді, яка тривала 1 рік, провів у формі головної команди країни 3 матчі.
У складі збірної був учасником чемпіонату світу 1934 року в Італії.

## Досягнення
- Переможець кубка Іспанії (2): 1935, 1939
- Переможець Сегунди (1): 1934

## Статистика
У збірній:
| № | Дата       | Місто     | Господарі  | Рахунок | Гості      | Голи                                      |
| - | ---------- | --------- | ---------- | ------- | ---------- | ----------------------------------------- |
| 1 | 11.03.1934 | Мадрид    | Іспанія    | 9:0     | Португалія | Лангара (5), Регейро (2), Чачо, Вентольра |
| 2 | 18.03.1934 | Лісабон   | Португалія | 1:2     | Іспанія    | Сілва — Лангара (2)                       |
| 3 | 31.05.1934 | Флоренція | Італія     | 1:1     | Іспанія    | Феррарі — Регейро                         |